# Mikkel Bjerg
Mikkel Bjerg (ur. 3 listopada 1998 w Kopenhadze) – duński kolarz szosowy.

## Najważniejsze osiągnięcia
2016
- 2. miejsce w mistrzostwach świata (jazda ind. na czas juniorów)

2017
- 2. miejsce w mistrzostwach Europy (jazda ind. na czas U23)
- 1. miejsce w mistrzostwach świata (jazda ind. na czas U23)

2018
- 1. miejsce w mistrzostwach świata (jazda ind. na czas U23)

2019
- 2. miejsce w mistrzostwach Europy (jazda ind. na czas U23)
- 1. miejsce w mistrzostwach świata (jazda ind. na czas U23)

2021
- 2. miejsce w mistrzostwach Danii (jazda ind. na czas)

2022
- 4. miejsce w mistrzostwach Europy (jazda ind. na czas)

2023
- 1. miejsce na 4. etapie Critérium du Dauphiné
- 3. miejsce w mistrzostwach Danii (jazda ind. na czas)
- 4. miejsce w mistrzostwach Europy (jazda ind. na czas)

2024
- 4. miejsce w Ronde van Vlaanderen
- 3. miejsce w mistrzostwach Danii (jazda ind. na czas)

## Rankingi
| Rok             | 2017 | 2018 | 2019 | 2020 | 2021 | 2022 | 2023 | 2024 |
| --------------- | ---- | ---- | ---- | ---- | ---- | ---- | ---- | ---- |
| World Ranking   | 255. | 229. | 162. | 616. | 396. | 598. | 129. | 111. |
| UCI Europe Tour | 233. | 190. | 134. | 502. | 327. | 462. | -    | 90.  |
|                 |      |      |      |      |      |      |      |      |
| Źródło: UCI     |      |      |      |      |      |      |      |      |